# Lubuk Bingin Baru
Lubuk Bingin Baru is een bestuurslaag in het regentschap Rejang Lebong van de provincie Bengkulu, Indonesië. Lubuk Bingin Baru telt 824 inwoners (volkstelling 2010).